# La Vierge enfant en extase
La Vierge enfant en extase – ou La Vierge interrompant sa broderie pour la prière – est un tableau réalisé par le peintre espagnol Francisco de Zurbarán vers 1632-1633. Cette huile sur toile est une peinture chrétienne qui représente Marie encore enfant en train de prier les yeux levés vers le Ciel alors qu'elle est assise en tailleur une broderie devant elle et un vase de lys et de roses à sa gauche. L'œuvre est conservée depuis 1927 au Metropolitan Museum of Art, à New York, aux États-Unis.